# Thập niên 260 TCN
Thập niên 260 TCN hay thập kỷ 260 TCN chỉ đến những năm từ 260 TCN đến 269 TCN.